# 楊玉女

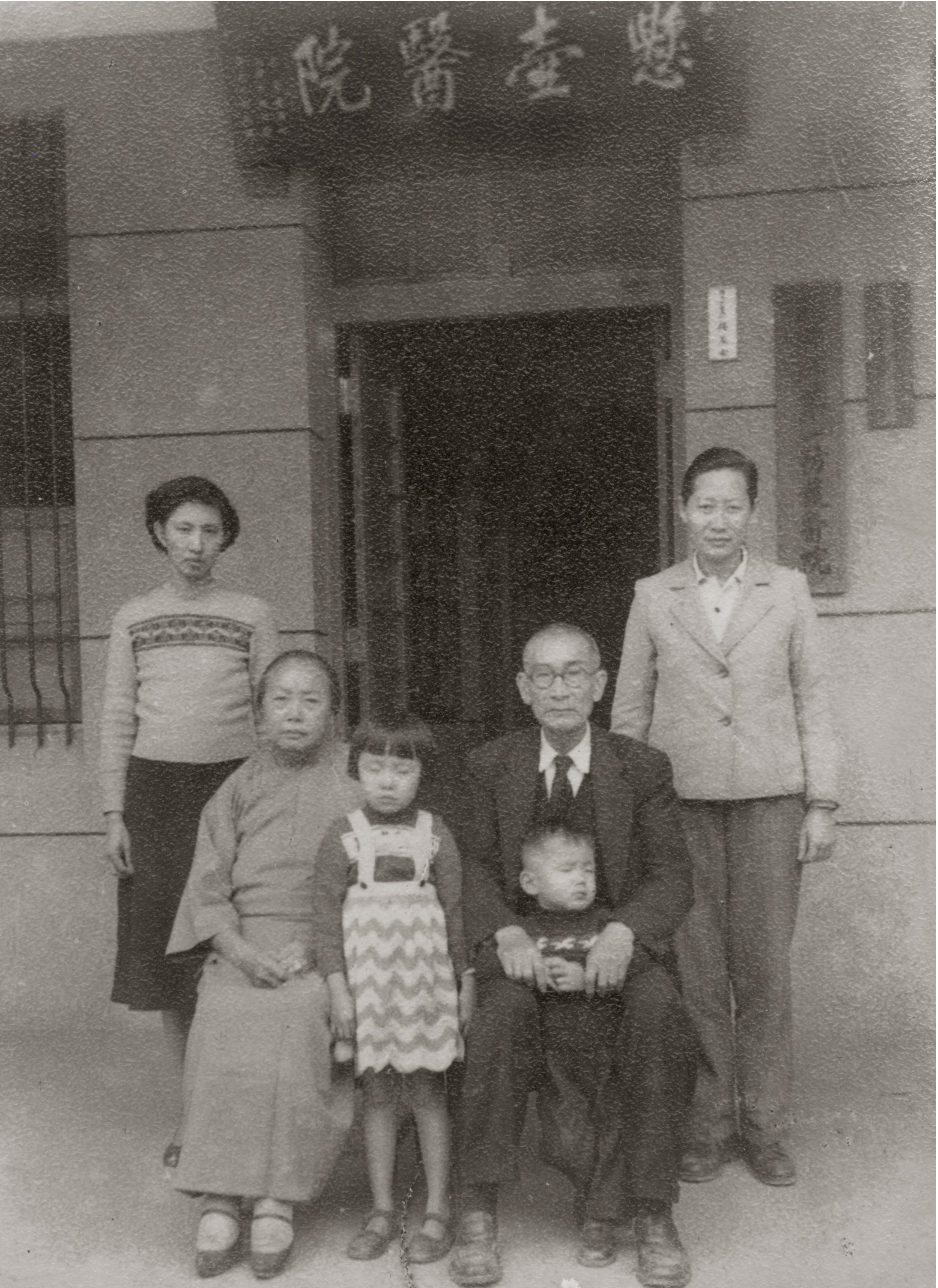
楊玉女（右一立者）與楊雲祥（右二坐者）等於懸壺醫院前。

楊玉女（1910年10月10日—2002年），又稱「玉里醫師」，是一位出身臺南大內並長年服務於當地的醫師。她也是大內楊家第八代後裔。

## 生平

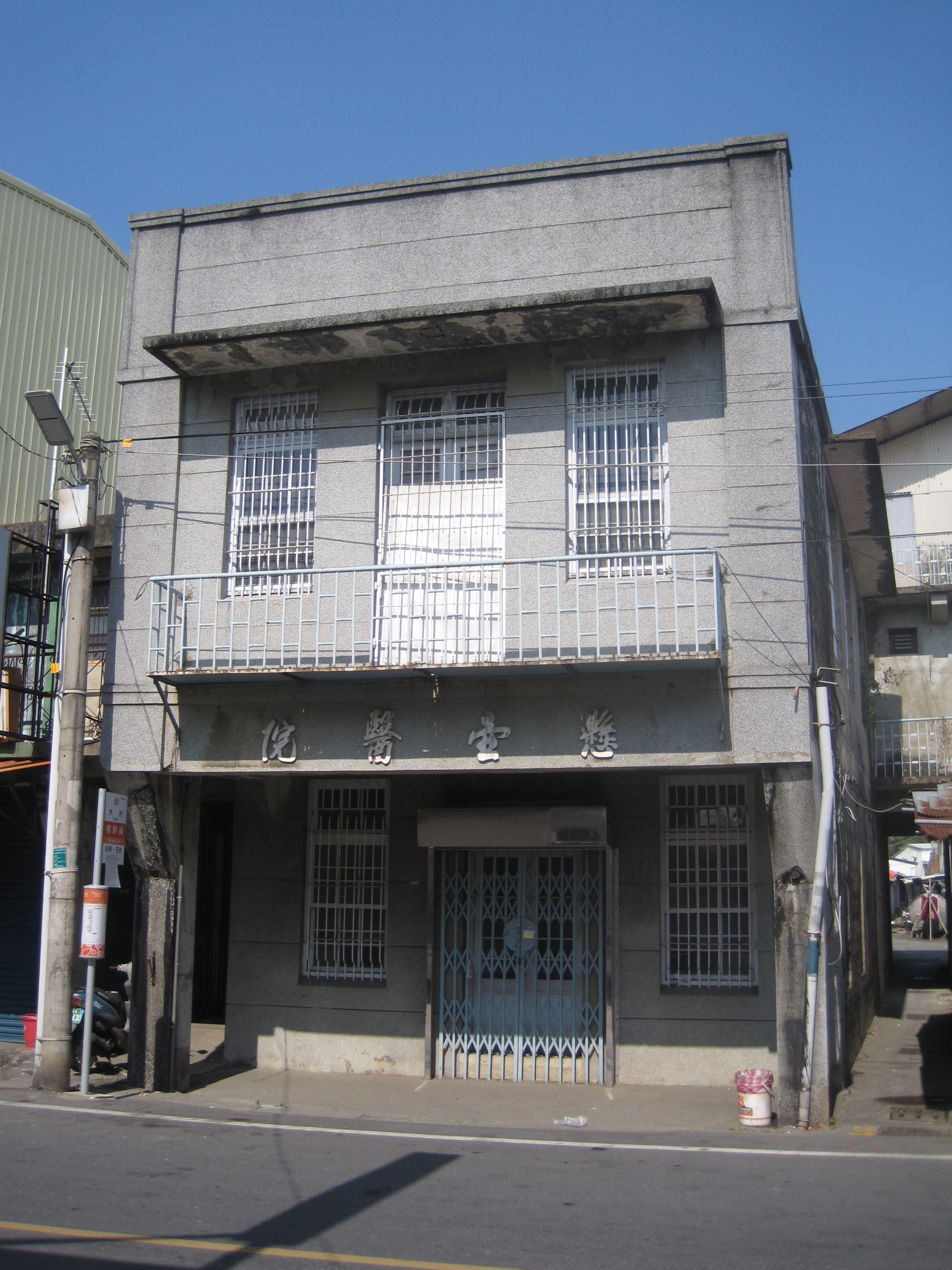
2014年拍攝的懸壺醫院

明治四十三年（1910年）10月10日，楊玉女出生於臺南大內，乳名「鏘仔」；他的父親是大內庄首任官派庄長楊雲祥（1888年 - 1966年，戰後曾任臺南縣議員）。
昭和三年（1928年），楊玉女畢業於臺南州立第一高等女學校；當時，她是校內僅有的兩位臺籍學生之一。隨後，楊玉女前往東京女子醫學專門學校就讀；期間，她曾修習一年醫科及四年臨床。
昭和八年（1933年），楊玉女畢業並返回臺灣，先在臺南慈惠醫院服務一年，後返鄉開設懸壺醫院，並獲有關當局聘為公醫；但是，因深感所學不足，她再度前往日本攻讀婦科學。在抵達日本後，楊玉女認識了助產士三橋蓮（1914年 - 1994年，戰後入臺灣籍並改名「楊金蓮」）。
昭和九年（1934年），在楊玉女等邀請下，三橋蓮與她一同再度於大內開設懸壺醫院；此後，當地民眾總是稱呼他們為「玉里先生」和「蓮先生」。
民國76年（1987年），楊玉女及楊金蓮因年老體衰決定將「懸壺醫院」歇業。
2002年，楊玉女過世。

## 外部鏈結
- 懸壺醫院 - 大內國中